# Siborong-Borong II
Siborong-Borong II is een bestuurslaag in het regentschap Tapanuli Utara van de provincie Noord-Sumatra, Indonesië. Siborong-Borong II telt 1664 inwoners (volkstelling 2010).